# Феодосій Печерський (срібна монета)
«Феодо́сій Пече́рський» — срібна пам'ятна монета номіналом 10 гривень, випущена Національним банком України. Присвячена церковному діячеві, одному із засновників Києво-Печерської лаври та її ігумену Феодосію Печерському (р. н. невідомий — 1074). За ігуменства Феодосія Києво-Печерський монастир досяг піднесення і перетворився на багатолюдний монастир з храмовими спорудами, було запроваджено Студійський статут.
Монету було введено в обіг 19 квітня 2016 року. Вона належить до серії «Духовні скарби України».

## Опис та характеристики монети
| Номінал грн. | Метал            | Маса, грам   | Діаметр, мм. | Якість виготовлення       | Гурт                           | Тираж, штук |
| ------------ | ---------------- | ------------ | ------------ | ------------------------- | ------------------------------ | ----------- |
| 10           | срібло 925 проби | 31,1 / 33,62 | 38,6         | спеціальний анциркулейтед | гладкий із заглибленим написом | 3 000       |

### Аверс
На аверсі монети розміщено: угорі малий Державний Герб України, написи: «УКРАЇНА/10 ГРИВЕНЬ 2016»; стилізоване зображення київських пагорбів, каплички та на передньому плані — печери з монахом, який стоїть у молитовній позі на колінах.

### Реверс
На реверсі монети зображено іконографічний образ Феодосія Печерського, який тримає сувій із написами: «ГОСПОДИ,/В ІМ'Я/ПРЕСВЯТОЇ/ БОГОРОДИЦІ,/МАТЕРІ ТВОЄЇ,/ЗВЕДЕНИЙ БУВ/ХРАМ ЦЕЙ» — на тлі стилізованого храму, під яким написи: «ФЕОДОСІЙ/ ПЕЧЕРСЬКИЙ/ХІ СТ.» Елемент оздоблення — локальна позолота, вміст золота в чистоті не менше ніж 0,0001 г. Монету виготовлено з використанням технології патинування.

## Автори

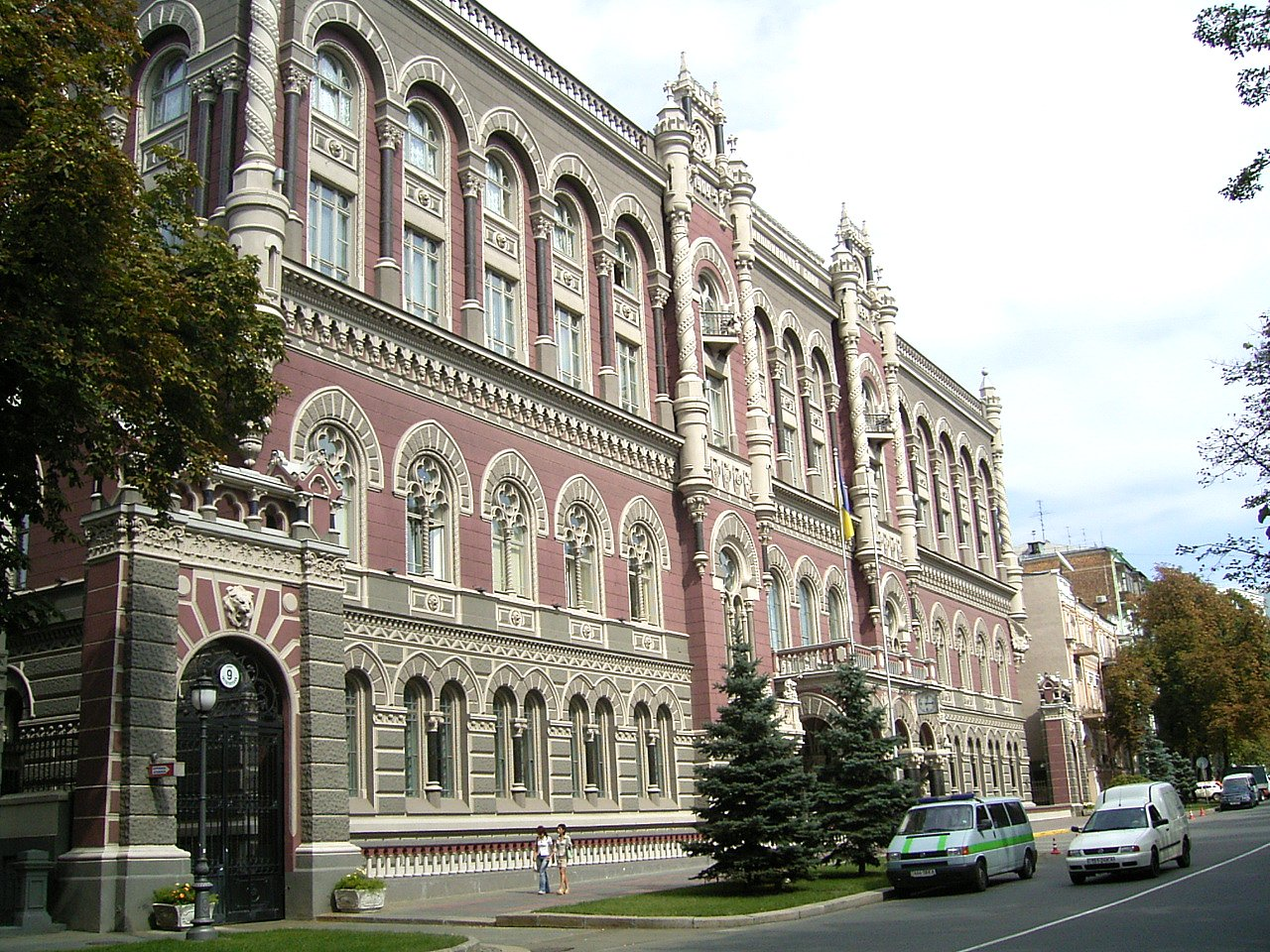
Будівля Національного банку України

- Художники: Таран Володимир, Харук Олександр, Харук Сергій.
- Скульптор — Іваненко Святослав.

## Вартість монети
Під час введення монети в обіг у 2016 році, Національний банк України реалізовував монету через свої філії за ціною 1079 гривень.
Фактична приблизна вартість монети, з роками змінювалася так:
| Рік        | 2016  | 2017 | 2018  | 2019  | 2020 | 2021  | 2022  | 2023  | 2024  | 2025  |
| ---------- | ----- | ---- | ----- | ----- | ---- | ----- | ----- | ----- | ----- | ----- |
| Ціна, грн. | 1 050 | 920  | 1 050 | 1 030 | 970  | 1 400 | 1 750 | 2 450 | 3 700 | 3 800 |